# شهرستان اوگارچین
شهرستان اوگارچین (به بلغاری: Ugarchin Municipality) یک شهرستان در بلغارستان است که در استان لووچ واقع شده‌است. شهرستان اوگارچین ۵۲۳٬۱۰ کیلومتر مربع مساحت و ۷٬۱۸۱ نفر جمعیت دارد.